# Gobiobotia meridionalis
Gobiobotia meridionalis är en fiskart som beskrevs av Chen och Cao, 1977. Gobiobotia meridionalis ingår i släktet Gobiobotia och familjen karpfiskar. IUCN kategoriserar arten globalt som otillräckligt studerad. Inga underarter finns listade i Catalogue of Life.